# كيث باتلر (لاعب كرة قدم أمريكية)
كيث باتلر (بالإنجليزية: Keith Butler)‏ هو لاعب كرة قدم أمريكية أمريكي، ولد في 16 مايو 1956 في أننيستون في الولايات المتحدة.

## وصلات خارجية
- كيث باتلر على موقع مرجع كرة القدم المحترفة.كوم (الإنجليزية)